# Минуции (математика)
Минуции — римские двенадцатеричные дроби, представляющие подразделения 1/12 по двоичной системе. Первоначально они составляли метрологическую систему, состоящую из подразделений монетной единицы асс, которой была медная монета весом около фунта. Асс подразделялся на 12 унций, унция на 2 семунции, на 4 сициликуса, на 6 секстул, на 12 димидий секстул (полусекстул) и на 24 скрупула. Вместе с отдельным названием каждое из этих подразделений имело и особый знак. Так, сама единица асс обозначалась вертикальной чертой, унция горизонтальной, а также точкой или кружком с горизонтальным диаметром; семунция — буквой L и её видоизменениями и т. д. Также обозначались отдельными названиями и особыми письменными знаками и числа унций от 11 до 2 включительно. Упомянутыми знаками для чисел 2—5 унций были повторения в соответствующем числе раз знака унции, для числа 6 унций буква S, для следующих чисел та же буква S с присоединением к ней знака соответствующего меньшего числа. Вся система представлялась таким образом в следующем виде:
| 1           | as                        | асс                            |
| 11/12       | deunx (de uncia)          | дэункс, асс без унции          |
| 10/12 = 5/6 | dextans (de sextans)      | декстанс, асс без 1/6          |
| 9/12 = 3/4  | dodrans (de quadrans)     | додранс, асс без 1/4           |
| 8/12 = 2/3  | bes                       | бэс (две части асса)           |
| 7/12        | septunx (septem unciae)   | септункс, семь унций           |
| 6/12 = 1/2  | semis                     | семис, половина                |
| 5/12        | quincunx (quinque unciae) | кванкунс, пять унций           |
| 4/12 = 1/3  | triens                    | триенс, треть                  |
| 3/12 = 1/4  | quadrans                  | квадранс, четверть             |
| 2/12 = 1/6  | sextans                   | секстанс, одна шестая          |
| 1/8         | sescuncia (11/2 uncia)    | сескунция                      |
| 1/12        | uncia                     | унция                          |
| 1/24        | semuncia                  | семунция, 1/2 унции            |
| 1/48        | sicilicus                 | сициликус                      |
| 1/72        | sextula                   | секстула                       |
| 1/144       | dimidia sextula           | димидиа секстула, 1/2 секстулы |
| 1/288       | scripulus                 | скрупул, скрипул               |

Минуции имеют очень важное значение в истории развития счисления дробей, так как представляют единственный известный случай непосредственного применения метрологической системы к счислению абстрактных дробей. Доказательством этого применения служат встречающиеся у римских писателей (у Цицерона, Кокумеллы, Ливия, Фронтина) многочисленные примеры безразличного употребления минуций в вычислениях, имеющих дело с самыми разнообразными именованными числами. В системе минуций историк математики впервые встречается с отделением представления дроби от представления реального предмета, с которым оно было связано ранее, то есть с заменой в счислении дробей конкретной единицы абстрактной и единиц различных наименований — их выражениями в форме абстрактных дробей.